# Maripipi
Maripipi (Bayan ng Maripipi) är en kommun i Filippinerna. Kommunen ligger på ön Biliran, och tillhör provinsen Biliran. Folkmängden uppgår till 8 319 invånare.
Maripipi är indelat i 15 barangayer.